# Anastasia van Burkalow
Anastasia van Burkalow, née le 16 mars 1911 à Buchanan et morte le 14 janvier 2004 à Wantage Township (en) (New Jersey), est une professeure américaine de géologie et de géographie. Ses recherches portent notamment sur la géographie de la santé.
Passionnée de musique et organiste, elle compose plusieurs hymnes.

## Biographie
Anastasia van Burkalow est née à Buchanan, New York, le 16 mars 1911 dans une famille de pasteurs. Son père et ses deux grands-pères sont des ministres méthodistes ; sa mère a reçu une formation musicale.

### Études et parcours professionnel

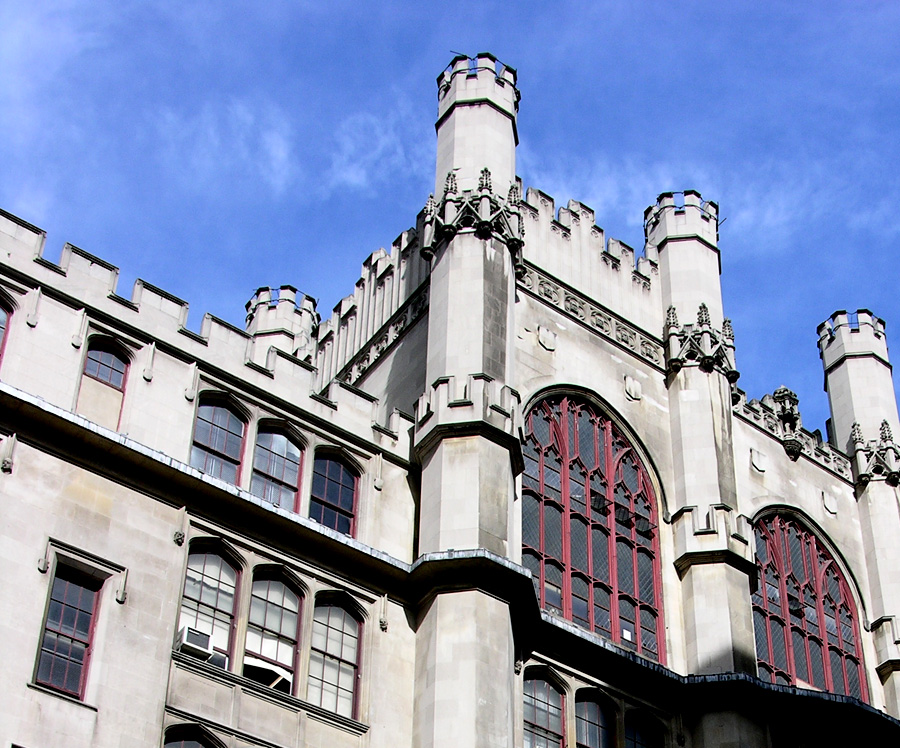
Le Hunter College

Lorsque Anastasia van Burkalow commence ses études, elle se destine à devenir enseignante. Elle obtient une licence en géologie au Hunter College en 1931, puis s'inscrit au programme de maîtrise de l'université Columbia qu'elle finit en 1933. Elle est immédiatement recommandée afin de continuer en doctorat, qu'elle termine en 1944, devenant ainsi la première femme à recevoir le titre de boursière Kemp en géologie à Columbia.
Elle enseigne au Hunter College de 1941 à l'âge de sa retraite. Elle est alors nommée professeure émérite,.

### Organiste et créatrice d'hymnes
Anastasia van Burkalow est restée très intéressée par la musique d'église tout au long de sa vie. Elle joue de l'orgue dans plusieurs églises de la ville de New York. Elle écrit de nombreux hymnes, que l'on peut lire en Norvège dans le Norsk Salmebok de 1985 (no) et le Norsk Salmebok de 2013 (no),. Elle est membre de la Société d'hymnes des États-Unis (en) pendant plus de soixante ans,.

### Mort
Elle décède à Wantage Township (en) (New Jersey,) le 14 janvier 2004,.

## Travaux

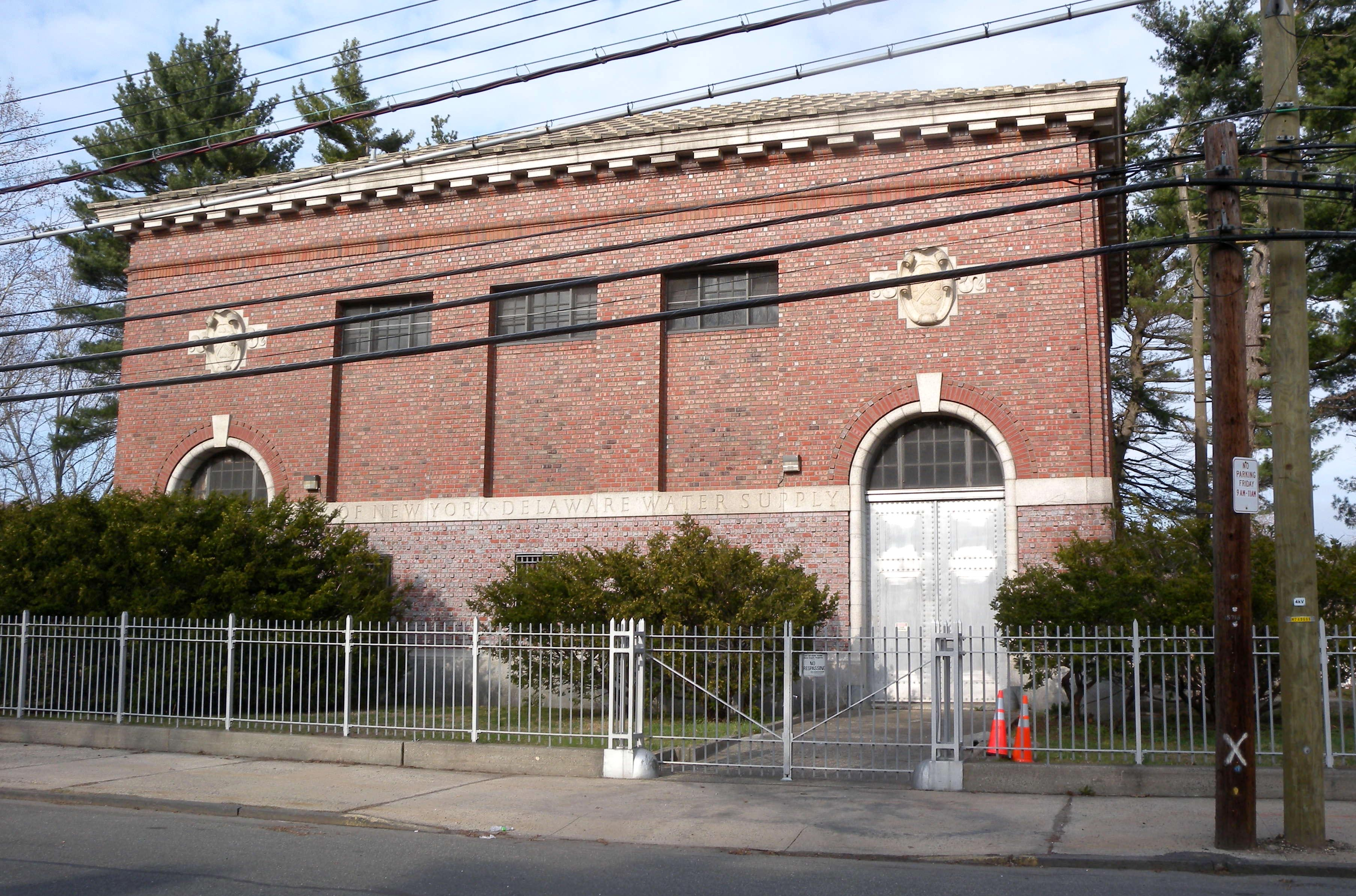
Immeuble faisant partie de l'aqueduc du Delaware à Yonkers qui alimente en eau New York.

Les recherches d'Anastasia van Burkalow couvrent de nombreuses spécialités géographiques, notamment la géomorphologie, la géographie physique, la cartographie, ainsi que la géologie et la géographie de la santé,. Dans un milieu très masculin, elle est une pionnière. À l'occasion de la réunion annuelle de l'Union géographique internationale aux États-Unis en 1952, Anastasia van Burkalow présente sa création de « l'un des premiers travaux analytiques sur le système d'approvisionnement en eau de la ville de New York » ainsi qu'un guide de terrain complet pour les excursions transcontinentales,,.
Anastasia van Burkalow écrit un certain nombre d'articles et est rédactrice en chef du Journal of Geological Education de 1954 à 1956. En 1961, elle est nommée directrice du département de géologie et de géographie du Hunter College pour quatre mandats consécutifs de quatre ans et, en 1973, elle est intronisée au panthéon des anciens élèves du Hunter College,.

## Hommages et distinctions
En 1948, elle est nommée membre de la Société américaine de géographie et y devient fellow en 1983.
En 1996, il lui est décerné un doctorat honorifique en sciences.
En 1990, le Hunter College crée le Prix du service distingué Anastasia van Burkalow en son honneur. Ce prix lui est remis en 1990.

## Publications

### Géographie
- (en) Van Burkalow, A., « Angle of repose and angle of sliding friction: an experimental study », Geological Society of America Bulletin, vol. 56, no 6,‎ 1945, p. 669-707.
- (en) Van Burkalow, A., « Fluorine in United States Water Supplies: Pilot Project for the Atlas of Diseases », Geographical Review, vol. 36, no 2,‎ 1946, p. 177-193.
- (en) Jarcho, S., & Van Burkalow, A., « A geographical study of "swimmers' itch" in the United States and Canada », Geographical Review, vol. 42, no 2,‎ 1952, p. 212-226.
- (en) Van Burkalow, A., « The geography of New York City's water supply: a study of interactions », Geographical Review, vol. 49, no 3,‎ 1959, p. 369-386.
- (en) Van Burkalow, A., « What Shall We Teach About the Earth's Shape? », Journal of Geography, vol. 59, no 5,‎ 1960, p. 229-234;

### Musique
- Anastasia Van Burkalow, A study of St. John's Revelation, Dorrance Pub. Co, 1990 (ISBN 0-8059-3152-X et 978-0-8059-3152-5, OCLC 24175138, lire en ligne).
- Anastasia Van Burkalow, St. John's Pentateuch : an interpretation of the Fourth Gospel, the three Johannine Epistles and the Revelation, Dorrance Pub. Co, 1993 (ISBN 0-8059-3379-4 et 978-0-8059-3379-6, OCLC 28153331, lire en ligne).

## Hymnes
- High time it is to seek the Lord, 1966
- How sweet is the song of the bird, 1973
- O God of heaven, we give thee thanks, 1973
- Almighty God, who made all things, 1976